# Felix Klein
Christian Felix Klein, född 25 april 1849 i Düsseldorf, Preussen, död 22 juni 1925 i Göttingen, Tyskland, var en tysk matematiker som främst är känd för sina arbeten i gruppteori, icke-euklidisk geometri och angående sambanden mellan geometri och gruppteori. Han låg bakom Erlangerprogrammet som syftade till att klassificera geometrier genom de symmetrigrupper som de uppvisar.
Klein, som var elev till Rudolf Lipschitz,  har vidare fått ge namn åt den abstrakta ytan "Kleinflaskan" och gruppen "Kleins fyrgrupp".

## Biografi
Klein var verksam i Erlangen från 1872, München från 1875, Leipzig från 1880 och slutligen från 1886 i Göttingen, som han gjorde till en centralplats för matematisk forskning, dit studerande från hela Tyskland och även andra länder samlades för att få utbildning och impulser. Klein kan allmänt sägas ha strävat efter enhetlighet inom matematiken genom att åstadkomma förbindelser mellan olika grenar av ämnet. Därvid utvecklade han idéer som uttalats av Bernhard Riemann och åstadkom parallellt med Henri Poincaré en teori för de så kallade automorfa funktionerna. Klein var en framstående pedagog, han sökte i detta avseende uppdela matematiken dels i en huvudsakligen på åskådningen uppbyggd approximationsmatematik för undervisning och praktiska användningar av matematiken, dels en vetenskaplig precisionsmatematik.

## Utmärkelser
- De Morgan-medaljen, 1893
- Copleymedaljen, 1912
- Pour le Mérite, 1923[2]

## Eftermäle
Asteroiden 12045 Klein är uppkallad efter honom.